# Olof Hising (1609–1667)
Olof Hising, född 25 juli 1609 i Köpings stadsförsamling, död där 6 juli 1667, var en svensk borgmästare.

## Biografi
Olof Hising föddes 1609 i Köpings stadsförsamling. Han var son till borgmästaren Mikael Hising och Anna Andersdotter i Köping. Hising reste 25 maj 1627 till Lübeck för att studera bokhålleri. Han gjorde sedan resor i Tyskland och England och flyttade i maj 1629 tillbaka till Sverige. Hising blev borgare i Köping och 24 april 1634 kämnär i staden. Han blev 22 april 1639 rådman, 27 april 1642 byggningsborgmästare och i juni 1644 justitieborgmästare i Köping. Hising avled 1667 i Köping och begravdes 22 juli samma år i Köpings kyrka.

### Familj
Hising gifte sig 5 juli 1634 med Anna Leffler (1615–1668). Hon var dotter till vantmakaren Hans Leffler och Christina Erlitz i Stockholm. De fick tillsammans sonen borgmästare Carl Hising (1646–1702) i Köping.